# Чха Джон Хёк
Чха Джон Хёк (кор. 차정혁?, 車正赫?; 25 сентября 1985, Пхеньян, КНДР) — северокорейский футболист, защитник сборной КНДР.

## Карьера

### Клубная
С 2005 года выступал в Северокорейской лиге за пхеньянский клуб «Амноккан», который становился чемпионом страны в 2006 году, а также вице-чемпионом в 2007 и 2009 годах. В 2010 году перешёл в швейцарский клуба «Виль» из одноимённого города.

### В сборной

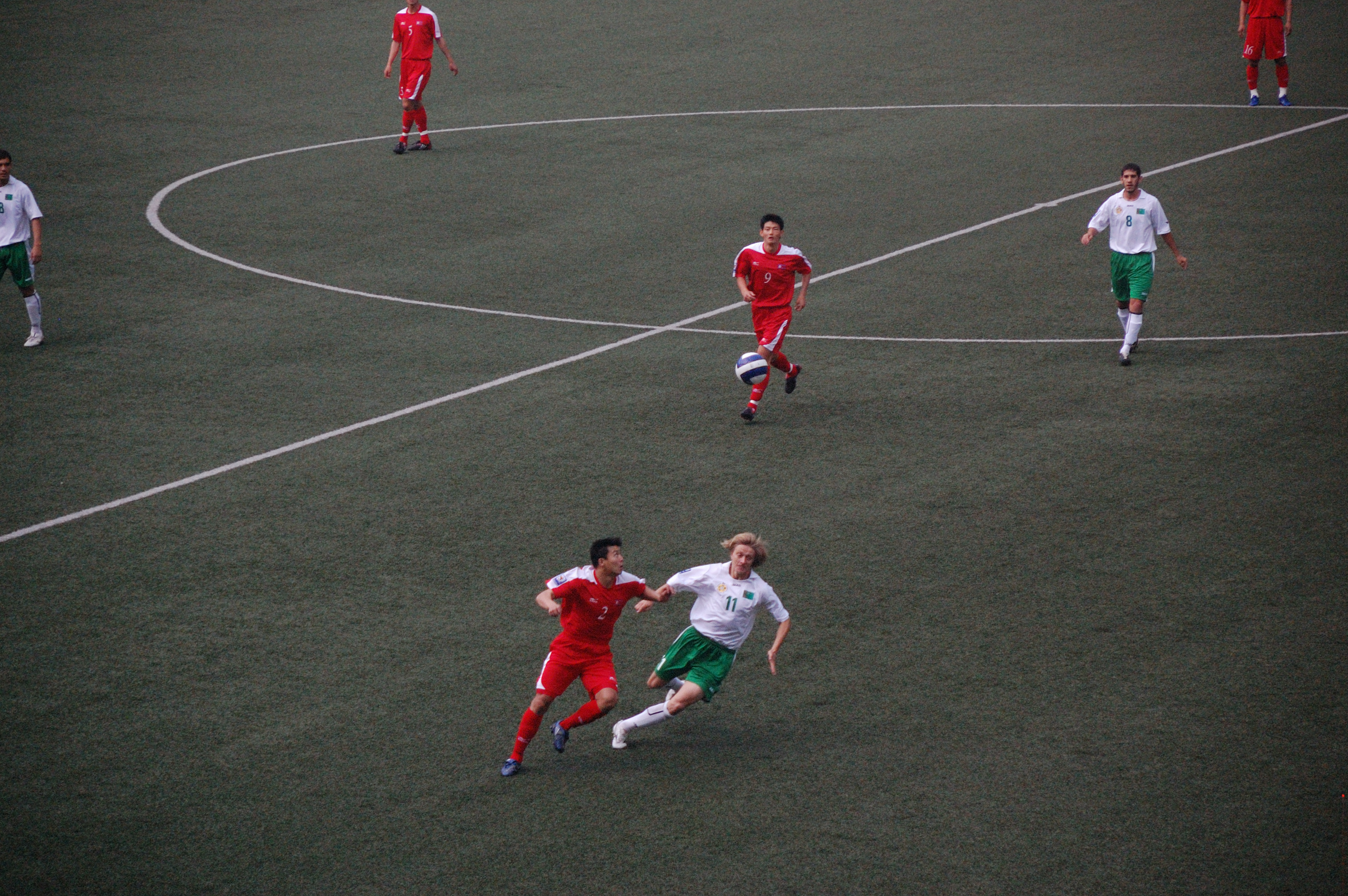
Чха Джон Хёк (№ 2) в игре против сборной Туркменистана

Выступал за сборную КНДР до 23 лет, в её составе участвовал в отборочном турнире к Олимпийским играм 2008 года.
В составе главной национальной сборной КНДР в официальных встречах дебютировал 3 июня 2005 года в проходившем в Тегеране матче отборочного турнира к чемпионату мира 2006 года против сборной Ирана. Затем сыграл 15 матчей в отборочном турнире к чемпионату мира 2010 года.
В 2010 году Чха был включён в заявку команды на финальный турнир чемпионата мира в ЮАР, где сыграл во всех 3-х матчах сборной.

## Достижения

### Командные
«Амроккан»
Чемпион КНДР: (1)
- 2006

Вице-чемпион КНДР: (2)
- 2007, 2009